# Джеремі Аллен Вайт
Джеремі Аллен Вайт (англ. Jeremy Allen White; нар. 18 лютого 1991, Нью-Йорк, США) — американський актор кіно і телебачення. Здобув популярність завдяки ролі Філіпа «Ліпа» Ґаллагера в драматичному серіалі Showtime «Безсоромні» (2011–2021). Вайт з'явився в кількох фільмах, включаючи «Прекрасний Огайо», «Швидкість життя», «Випускники», «Дванадцять» і «Після всього».

## Життєпис

### Раннє життя
Джеремі Аллен Вайт народився 18 лютого 1991 року у Брукліні, штат Нью-Йорк, США. Його батько та мати — професійні актори. Батьки Вайта обоє переїхали до Нью-Йорка, щоб продовжити акторську кар'єру. Вони виступали разом на сцені кілька років.
Він був танцюристом, спеціалізувався на балеті, джазі та чечітці у початковій школі. У віці 13 років після вступу до нової танцювальної програми середньої школи він змінив своє ставлення і вирішив зайнятися акторською майстерністю. Вайт отримав роль Філіпа «Ліпа» Ґаллагера в серіалі «Безсоромні» відразу після середньої школи.

### Особисте життя
Про особисте життя актора відомо не багато. Але відомо, що Джеремі Аллен Вайт раніше був у стосунках з американською актрисою Еммою Грінвелл майже чотири роки. Пара також знялася в серіалі «Безсоромні». Також вони разом з'явилися в другому сезоні телесеріалу «Закон і порядок». Пара вперше познайомилася на зйомках шоу «Безсоромні», після того, як Грінвелл замінила Джейн Леві в ролі Менді Мілковіч. Вайт та Грінвелл почали зустрічатися у жовтні 2011 року та мали дуже романтичні стосунки. Але розірвали вони їх ще у 2014 році, але деякий час тримали це у секреті. З 2019 по 2023 рік був одружений з Еддісон Тімлін, та вони мають двох дітей. З 2023 року у стосунках з іспанською співачкою Розалія.

## Фільмографія

### Фільми
| Рік  |   | Українська назва        | Оригінальна назва       | Роль                                  |
| ---- | - | ----------------------- | ----------------------- | ------------------------------------- |
| 2006 | ф | Прекрасний Огайо        | Beautiful Ohio          | молодий Клів                          |
| 2007 | ф | Швидкість життя         | The Speed of Life       | Саммер                                |
| 2008 | ф | Випускники              | Afterschool             | Дейв                                  |
| 2010 | ф | Дванадцять              | Twelve                  | Чарлі                                 |
| 2013 | ф | Фільм 43                | Movie 43                | Кевін Міллер (сегмент "Homeschooled") |
| 2014 | ф | Гангста Love            | Rob the Mob             | Боббі                                 |
| 2018 | ф |                         | After Everything        | Елліот                                |
| 2020 | ф | Під наглядом            | Rental                  | Джош                                  |
| 2020 | ф | Вієна і Фантоми         | Viena and the Fantomes  | Фредді                                |
| 2021 | ф | Торт зі смаком помсти   | The Birthday Cake       | Томмазо                               |
| 2023 | ф | Нігті                   | Fingernails             | Раян                                  |
| 2023 | ф | Залізний кіготь         | The Iron Claw           | Керрі фон Еріх                        |
| 2025 | ф | Позбав мене від небуття | Deliver Me from Nowhere | Брюс Спрінгстін                       |
| 2026 | ф | Мандалорець і Ґроґу     | The Mandalorian & Grogu | Ротта Гатт                            |

### Телебачення
| Рік       |   | Українська назва                    | Оригінальна назва                 | Роль                                  |
| --------- | - | ----------------------------------- | --------------------------------- | ------------------------------------- |
| 2006      | с | Засудження                          | Conviction                        | Джек Фелпс (Епізод: "Deliverance")    |
| 2007—2008 | с | Закон і порядок                     | Law & Order                       | Джеремі / Енді Стіл (2 епізоди)       |
| 2010      | с | Закон і порядок: Спеціальний корпус | Law & Order: Special Victims Unit | Майкл Парізі (Епізод: "Torch")        |
| 2011—2021 | с | Безсоромні                          | Shameless                         | Філіп «Ліп» Ґаллагер (134 епізоди)    |
| 2018      | с | Повернення додому                   | Homecoming                        | Джозеф Шраєр (4 епізоди)              |
| 2022—...  | с | Ведмідь                             | The Bear                          | Кармен «Кермі» Берзатто (28 епізодів) |

## Нагороди та номінації
| Нагорода                    | Рік  | Категорія                                             | Робота     | Результат |
| --------------------------- | ---- | ----------------------------------------------------- | ---------- | --------- |
| Золотий глобус              | 2023 | Найкраща чоловіча роль у серіалі — комедія або мюзикл | Ведмідь    | Перемога  |
| Золотий глобус              | 2024 | Найкраща чоловіча роль у серіалі — комедія або мюзикл | Ведмідь    | Перемога  |
| Золотий глобус              | 2025 | Найкраща чоловіча роль у серіалі — комедія або мюзикл | Ведмідь    | Перемога  |
| Премія Гільдії кіноакторів  | 2023 | Найкраща чоловіча роль у комедійному серіалі          | Ведмідь    | Перемога  |
| Премія Гільдії кіноакторів  | 2023 | Найкращий акторський склад у комедійному серіалі      | Ведмідь    | Номінація |
| Премія Гільдії кіноакторів  | 2024 | Найкраща чоловіча роль у комедійному серіалі          | Ведмідь    | Перемога  |
| Премія Гільдії кіноакторів  | 2024 | Найкращий акторський склад у комедійному серіалі      | Ведмідь    | Перемога  |
| Еммі                        | 2023 | Видатна чоловіча роль у комедійному серіалі           | Ведмідь    | Перемога  |
| Еммі                        | 2024 | Видатна чоловіча роль у комедійному серіалі           | Ведмідь    | Перемога  |
| Супутник                    | 2023 | Найкращий актор у серіалі — драма/жанр                | Ведмідь    | Номінація |
| Вибір телевізійних критиків | 2014 | Найкращий актор другого плану в комедійному серіалі   | Безсоромні | Номінація |
| Вибір телевізійних критиків | 2023 | Найкращий актор у комедійному серіалі                 | Ведмідь    | Перемога  |
| Вибір телевізійних критиків | 2024 | Найкращий актор у комедійному серіалі                 | Ведмідь    | Перемога  |